# بی‌دینی در ایالات متحده آمریکا

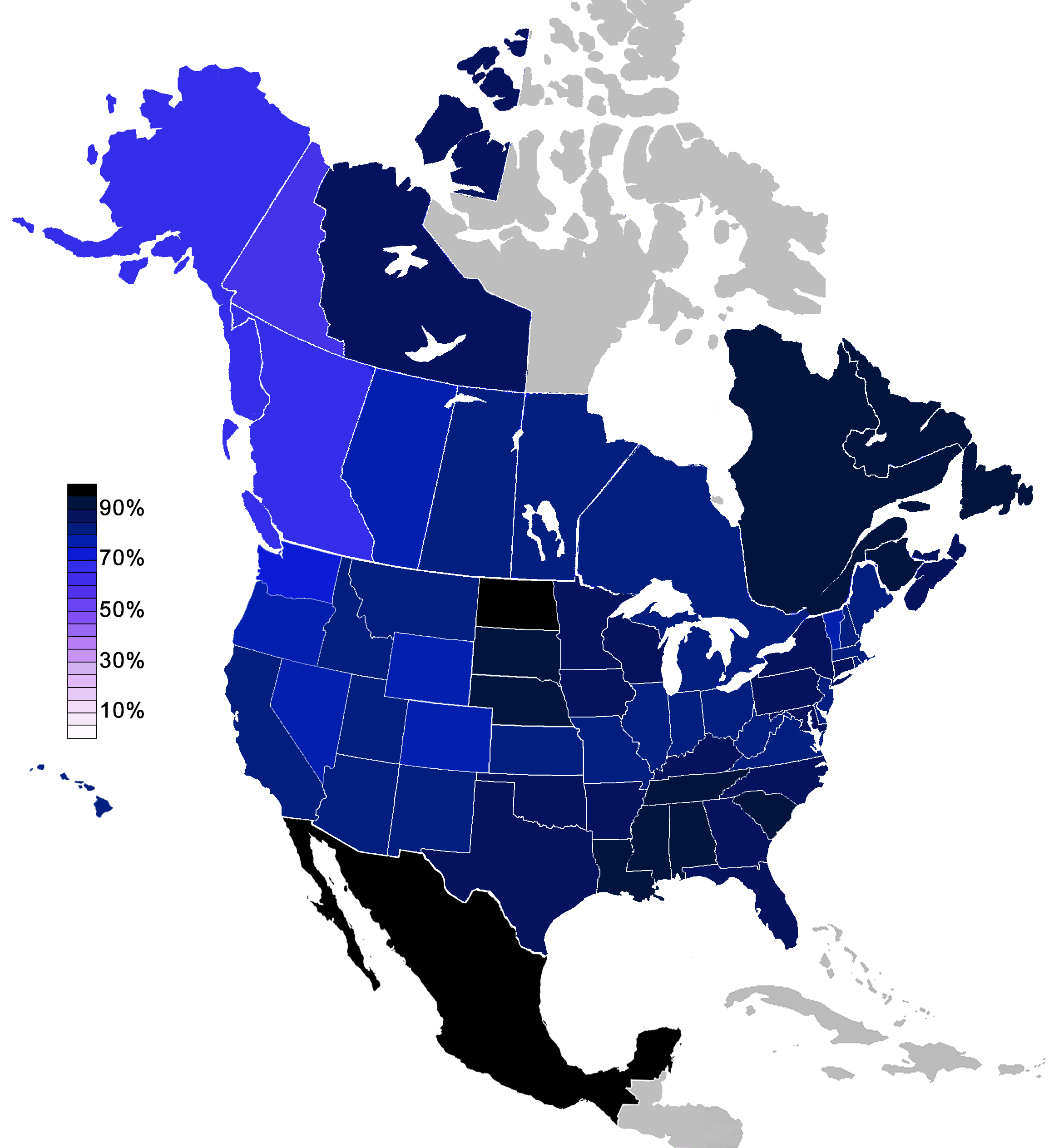
درصد افراد در آمریکای شمالی که خود را با یک دین شناسایی کرده‌اند به کسانی که «بدون دین» را انتخاب کرده‌اند.

بی‌دینی در ایالات متحده آمریکا، شامل ندانم‌گرایی، بی‌خدایی، دادارباوری، شک‌گرایی، اندیشه آزاد، انسان‌گرایی سکولار، خداناشناس‌دانی یا سکولاریسم به‌طور کلی و حتی جایگزین‌های معنوی مثل عصر نو، در انواع آمارگیری‌های جمعیتی آمریکا، آمار بی‌دینی متفاوتی را ارائه کرده‌اند.
تحقیقاتی در فروم دین و زندگی پیو، نشان داده‌است که آمار کسانی که در آمریکا خود را با دین شناسایی نمی‌کنند با سرعت در حال افزایش است. یک پنجم جمعیت کلی آمریکا، و یک سوم جوانان زیر ۳۰ سال، دارای مذهب خاصی نیستند.
شماری از گروه‌های ترویج بی‌دینی، مانند بنیاد رهایی از دین، خداناباوران آمریکایی و گروه پاسخ منطقی مدعی‌اند با افزایش عضویت در سال‌های اخیر روبرو بوده‌اند، و شمار سازمان‌های سکولاریست در کالج‌ها و دانشگاه‌های آمریکای در دهه ۲۰۰۰ افزایش یافته‌است.

## جمعیت‌شناسی
جدیدترین گزارش ARIS در سال ۲۰۰۹ بیان داشت ۳۴٫۲ میلیون آمریکایی (۱۵٫۰٪) بی‌مذهب هستند، که از آن‌ها ۱٫۶٪ خود را ریحاً بی‌خدا (۰٫۷٪) یا ندانم‌گرا (۰٫۹٪) توصیف می‌کنند که حدوداً دو برابر رقم ۰٫۹٪ گزارش قبلی ARIS در ۲۰۰۱ بود.
در گزارش سال ۲۰۰۸ بیشترین میزان افراد بی‌خدا مربوط به ساکنین ورمانت با ۳۴ درصد بود. طبق مطالعه انجام شده توسط مؤسسه گالوپ در ماه مه سال ۲۰۱۰، حدود ۱۶ درصد آمریکایی‌ها اذعان داشتند که هیچ‌گونه وابستگی مذهبی ندارند. آخرین آمار نشان می‌دهد که عدم رویکرد به مذهب در هر ایالت آمریکا بین سال‌های ۱۹۹۰ و ۲۰۰۸ افزایش یافته‌است. با این وجود تنها ۲ درصد از جمعیت ایالات متحده خود را به عنوان بی‌خدا معرفی می‌کنند.
| Rank | ناحیه                     | % بی‌دینی |
| ---- | ------------------------- | -------- |
| -    | ایالات متحده آمریکا       | ۲۰٪      |
| ۰۱   | ورمانت                    | ۳۴٪      |
| ۰۲   | نیوهمپشایر                | ۲۹٪      |
| ۰۳   | وایومینگ                  | ۲۸٪      |
| ۰۴   | آلاسکا                    | ۲۷٪      |
| ۰۵   | ایالت مین                 | ۲۵٪      |
| ۰۶   | ایالت واشینگتن            | ۲۵٪      |
| ۰۷   | نوادا                     | ۲۴٪      |
| ۰۸   | اورگن                     | ۲۴٪      |
| ۰۹   | دلاویر                    | ۲۳٪      |
| ۱۰   | آیداهو                    | ۲۳٪      |
| ۱۱   | ماساچوست                  | ۲۲٪      |
| ۱۲   | کلرادو                    | ۲۱٪      |
| ۱۳   | ایالت مونتانا             | ۲۱٪      |
| ۱۴   | رود آیلند                 | ۱۹٪      |
| ۱۵   | کالیفرنیا                 | ۱۸٪      |
| ۱۶   | هاوائی                    | ۱۸٪      |
| ۱۷   | واشینگتن، دی. سی.         | ۱۸٪      |
| ۱۸   | آریزونا                   | ۱۷٪      |
| ۱۹   | نبراسکا                   | ۱۷٪      |
| ۲۰   | اوهایو                    | ۱۷٪      |
| ۲۱   | میشیگان                   | ۱۶٪      |
| ۲۲   | نیومکزیکو                 | ۱۶٪      |
| ۲۳   | ایندیانا                  | ۱۵٪      |
| ۲۴   | آیووا                     | ۱۵٪      |
| ۲۵   | نیوجرسی                   | ۱۵٪      |
| ۲۶   | پنسیلوانیا                | ۱۵٪      |
| ۲۷   | ویرجینیا                  | ۱۵٪      |
| ۲۸   | ویرجینیای غربی            | ۱۵٪      |
| ۲۹   | ویسکانسین                 | ۱۵٪      |
| ۳۰   | کنتیکت                    | ۱۴٪      |
| ۳۱   | فلوریدا                   | ۱۴٪      |
| ۳۲   | میزوری                    | ۱۴٪      |
| ۳۳   | نیویورک                   | ۱۴٪      |
| ۳۴   | یوتا                      | ۱۴٪      |
| ۳۵   | ایلی‌نوی                   | ۱۳٪      |
| ۳۶   | کنتاکی                    | ۱۳٪      |
| ۳۷   | مینه‌سوتا                  | ۱۲٪      |
| ۳۸   | داکوتای جنوبی             | ۱۲٪      |
| ۳۹   | تگزاس                     | ۱۲٪      |
| ۴۰   | آلاباما                   | ۱۱٪      |
| ۴۱   | کانزاس                    | ۱۱٪      |
| ۴۲   | مریلند                    | ۱۱٪      |
| ۴۳   | اکلاهما                   | ۱۱٪      |
| ۴۴   | کارولینای شمالی           | ۱۰٪      |
| ۴۵   | کارولینای جنوبی           | ۱۰٪      |
| ۴۶   | جورجیا                    | ۹٪       |
| ۴۷   | تنسی                      | ۹٪       |
| ۴۸   | آرکانزاس                  | ۸٪       |
| ۴۹   | لوئیزیانا                 | ۸٪       |
| ۵۰   | داکوتای شمالی             | ۷٪       |
| ۵۱   | ساموآی آمریکا             | ۵٪       |
| ۵۲   | ایالت میسیسیپی            | ۵٪       |
| ۵۳   | جزایر ویرجین ایالات متحده | ۴٪       |
| ۵۴   | گوآم                      | ۲٫۵٪     |
| ۵۵   | پورتوریکو                 | ۲٪       |
| ۵۶   | جزایر ماریانای شمالی      | ۱٪       |

| قومیت             | % بی‌دینی |
| ----------------- | -------- |
| سفید              | ۲۰٪      |
| لاتین             | ۱۶٪      |
| سیاه‌پوستان آمریکا | ۱۵٪      |

| جنسیت | % بی‌دینی |
| ----- | -------- |
| مرد   | ۲۳٪      |
| زن    | ۱۷٪      |

| نسل            | % بی‌دینی |
| -------------- | -------- |
| نسل وای جوان‌تر | ۳۴٪      |
| نسل وای مسن‌تر  | ۳۰٪      |
| نسل ایکس       | ۲۱٪      |
| بیبی بومر      | ۱۵٪      |
| نسل خاموش      | ۹٪       |
| بزرگ‌ترین نسل   | ۵٪       |